# Campeonato Baiano 1938
In 1938 werd het 34ste Campeonato Baiano gespeeld voor voetbalclubs uit de Braziliaanse staat Bahia. Er werden dit jaar twee kampioenschappen gehouden en beide titels tellen als volwaardige titel. De eerste competitie werd gespeeld van 1 mei tot 31 juli en de tweede van 2 oktober 1938 tot 9 maart 1939 en werd georganiseerd door de FBF. Botafogo won de eerste titel en Bahia de tweede.

## Eerste kampioenschap
| Plaats | Club             | Wed. | W | G | V | Saldo | Ptn. |
| ------ | ---------------- | ---- | - | - | - | ----- | ---- |
| 1.     | Botafogo         | 6    | 5 | 1 | 0 | 23:10 | 11   |
| 2.     | Ypiranga         | 6    | 4 | 1 | 1 | 17:9  | 9    |
| 3.     | Bahia            | 6    | 4 | 0 | 2 | 30:13 | 8    |
| 4.     | Galícia          | 6    | 4 | 0 | 2 | 15:15 | 8    |
| 5.     | Energia Circular | 6    | 1 | 1 | 4 | 9:22  | 3    |
| 6.     | Vitória          | 6    | 1 | 1 | 4 | 16:30 | 3    |
| 7.     | Yankee           | 6    | 0 | 0 | 6 | 5:16  | 0    |

|  | Gekwalificeerd voor finale |

### Finale
Botafogo werd kampioen omdat ze in de competitie beter presteerden.
|                 |          |       |          |  |
| 7 augustus Heen | Botafogo | 3 – 3 | Ypiranga |  |
| 7 augustus Heen |          |       |          |  |

|                   |          |       |          |  |
| 14 augustus Terug | Ypiranga | 3 – 3 | Botafogo |  |
| 14 augustus Terug |          |       |          |  |

### Kampioen
| Campeonato Baiano de 1938 |
| ------------------------- |
| BOTAFOGO 7º Titel         |

## Tweede kampioenschap
| Plaats | Club     | Wed. | W | G | V | Saldo | Ptn. |
| ------ | -------- | ---- | - | - | - | ----- | ---- |
| 1.     | Bahia    | 7    | 6 | 0 | 1 | 32:13 | 12   |
| 2.     | Galícia  | 7    | 4 | 1 | 2 | 22:19 | 9    |
| 3.     | Ypiranga | 7    | 3 | 1 | 3 | 17:15 | 7    |
| 4.     | Botafogo | 8    | 3 | 0 | 5 | 17:23 | 6    |
| 5.     | Vitória  | 5    | 0 | 0 | 5 | 8:26  | 0    |

|  | Kampioen |

### Kampioen
| Campeonato Baiano de 1938 |
| ------------------------- |
| BAHIA 5º Titel            |